# Нараян, Рам
Рам Нараян (хинди राम नारायण; 25 декабря 1927, Удайпур — 9 ноября 2024) — индийский музыкант, который популяризовал смычковый инструмент саранги для концертного исполнения соло классической индийской музыки. Он стал первым международно известным музыкантом играющим на саранги. Часто к имени Рама Нараяна присовокупляют почётное звание Пандит.
Родился Рам Нараян в индийском городе Удайпур. С детства начал обучаться игре на саранги. Работал аккомпаниатором на радио. После раздела Индии переехал в Дели, где стал задумываться о том, что роль аккомпаниатора ему мала.
Умер 9 ноября 2024 года в возрасте 96 лет.